# Bezelin von Villingen
Bezelin von Villingen († 15. Juli 1024; auch Berthold) war laut dem von Wibald von Stablo (1098–1158) vorgelegten Stammbaum Friedrich Barbarossas ein Vorfahre der Zähringer. Seine Mutter war danach Bertha von Bühren, die Tochter des Grafen Sieghard IV.
Er war der Vater oder Großvater von Berthold I. von Zähringen, der 1078 auf seiner Limburg in Weilheim an der Teck starb, nachdem er die Verwüstungen gesehen hatte, die Heinrich IV. bei seinem Einfall über Bertholds Güter gebracht hatte.
Bezelin war vermutlich mit einer Tochter oder Schwester des Thurgauer Grafen Landold verheiratet, die, ebenso wie Landolds Gemahlin, den Namen Liutgard trug. Nach dessen Tod (vermutlich 991) wurde Bezelin Graf im Thurgau.
Zudem zeugen Urkunden davon, dass Bezelin im Jahr 999 die Ehre erhielt, Ottos III. Schwester Adelheid als Äbtissin in Quedlinburg zu investieren.
Nach Alfons Zettler zog Bezelin von Villingen mit Otto III. in den Jahren 998 bis 1000 nach Italien. Für seine Dienste, zu denen die Gefangennahme  des Gegenpapstes Johann XVI. zählen sollen, erhielt er 999 für seine Besitzungen in der Baar um Villingen Markt-, Münz- und Zollrechte.
Eduard Heyck hingegen attestiert die Gefangennahme des Gegenpapstes sowie das daraus resultierende Marktrecht Villingens dem Breisgau-Grafen Birchtilo († ca. 1005). Er war der Erbauer des Sulzburger Klosters (um 993), der 1004 von Heinrich II. das Marktprivileg für Rinken (bei Steinenstadt) erworben hatte. Heyck beruft sich dabei auf die um 1300 entstandene Zähringergenealogie der Mönche im Kloster St. Peter auf dem Schwarzwald. Nach Zettler erklärten die Mönche darin Birchtilo und seinen Sohn Gebizo (Gebhard) zu Vorfahren der Zähringer-Klostergründer Berthold II. und Gebhard III. von Zähringen, um die Bedeutung ihres „erst“ im elften Jahrhundert gegründeten Klosters im Vergleich zum älteren Sulzburger Kloster zu steigern.
Den Bezelin von Villingen aus dem Stammbaum hingegen hielt Heyck für Berthold, den Bruder des burgundischen Grafen Rudolf, der der Großvater des Gegenkönigs Rudolf von Rheinfelden war. Er trat zwischen 1000 und 1019 mehrfach mit seinem Bruder auf, so auch 28. März 1010, als sie die Schenkung des Sulzburger Klosters an das Hochstift Basel durch Birchtilo, einen Nachfahren des Breisgaugrafen beurkundeten. Für das Jahr 1016 erwähnt Heyck diesen Berthold als Nachfolger des Ortenaugrafen Hessinus (1007). Er soll diese Stelle durch sein Verhältnis zu Heinrich II. erlangt haben: Er unternahm mit dem Kaiser mehrere Fahrten durch das Reich und war bei ihm um 1020 zweimal Fürsprecher für den Paderborner Bischof Meinwerk gewesen. Er begleitete ihn Anfang Dezember 1021 auf seiner Heerfahrt nach Unteritalien. Im Februar 1022 wurde er vom Kaiser während des Hofgerichts zu Campo Pietra als Urteilssprecher in einer Entscheidung gegen Graf Otto zu Gunsten des Klosters San Vincenzo al Volturno eingesetzt, zusammen mit dessen Kanzler Dietrich und den Bischöfen Leo von Vercelli und Ulrich von Trient.

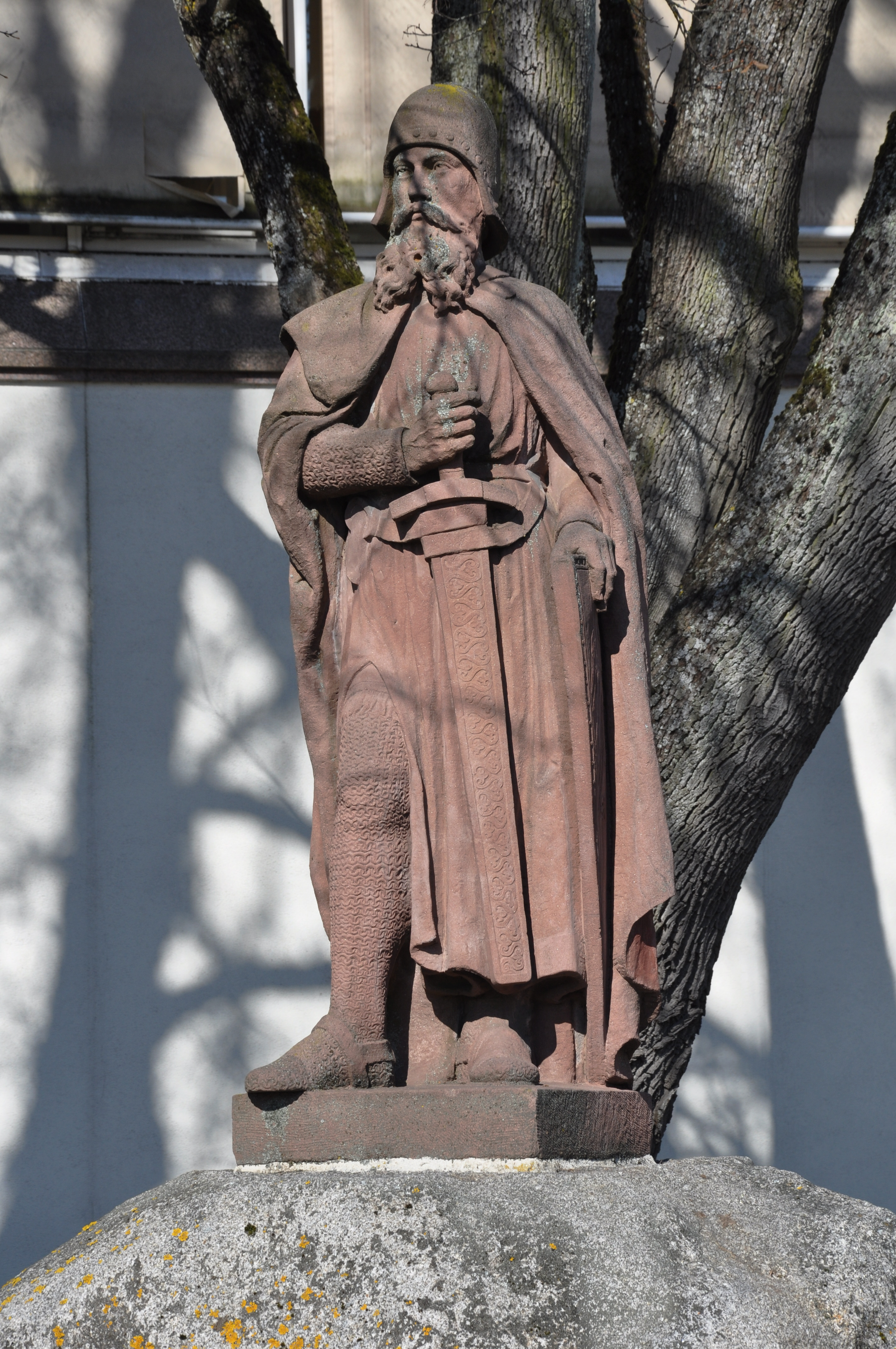
Denkmal des Villinger Stadtgründers Berthold in Villingen

In Villingen befindet sich ein von Bildhauer Josef Ummenhofer geschaffenes Denkmal des Stadtgründers, das Ummenhofer anlässlich der Feier zur 100-jährigen Zugehörigkeit der Stadt zum Großherzogtum Baden 1906 oder 1907 schuf. Davor befindet sich eine Tafel, die von der Stadtgründung 999 berichtet. Die Statue ist eine Kopie der vom Konstanzer Bildhauer Hans Baur geschaffenen Statue des Herzogs Berthold I., die sich ursprünglich auf der Rheinbrücke Konstanz befand.